# Andaeschna
Andaeschna is een geslacht van libellen (Odonata) uit de familie van de glazenmakers (Aeshnidae).

## Soorten
Andaeschna omvat 4 soorten:
- Andaeschna andresi (Rácenis, 1958)
- Andaeschna rufipes (Ris, 1918)
- Andaeschna timotocuica De Marmels, 1994
- Andaeschna unicolor (Martin, 1908)